# Nascar Sprint Cup Series 2008
Nascar Sprint Cup Series 2008 var den 60:e upplagan av den främsta divisionen av professionell stockcarracing i USA sanktionerad av National Association for Stock Car Auto Racing. Serien vanns av Jimmie Johnson, vilket var hans tredje av sammanlagt sju mästerskapstitlar.
Säsongen bestod av 36 race och inleddes på Daytona International Speedway med uppvisningsloppen Budweiser Shootout 9 februari och Gatorade Duel 14 februari, vilket även var slutkval till den 50:e upplagan av Daytona 500. Säsongen avslutades 16 november på Homestead-Miami Speedway med Ford 400. Serien vanns av Jimmie Johnson i en Chevrolet körande för Hendrick Motorsports. Det var hans tredje raka och tredje mästerskapstitel totalt. Johnson hade tidigare vunnit cup-serien 2006 och 2007. Chevrolet vann märkesmästerskapet för femte året i rad.

## Tävlingskalender
| Nr                       | Officiellt namn                                         | Bana                                                        | Datum          |
| ------------------------ | ------------------------------------------------------- | ----------------------------------------------------------- | -------------- |
| U                        | Budweiser Shootout                                      | Daytona International Speedway, Daytona Beach, Florida      | 9 februari     |
| KV                       | Gatorade Duel                                           | Daytona International Speedway, Daytona Beach, Florida      | 14 februari    |
| 1                        | Daytona 500                                             | Daytona International Speedway, Daytona Beach, Florida      | 17 februari    |
| 2                        | Auto Club 500                                           | Auto Club Speedway, Fontana, Kalifornien                    | 24-25 februari |
| 3                        | UAW-Dodge 400                                           | Las Vegas Motor Speedway, Las Vegas, Nevada                 | 2 mars         |
| 4                        | Kobalt Tools 500                                        | Atlanta Motor Speedway, Hampton, Georgia                    | 9 mars         |
| 5                        | Food City 500                                           | Bristol Motor Speedway, Bristol, Tennessee                  | 16 mars        |
| 6                        | Goody's Cool Orange 500                                 | Martinsville Speedway, Ridgeway, Virginia                   | 30 mars        |
| 7                        | Samsung 500                                             | Texas Motor Speedway, Fort Worth, Texas                     | 6 april        |
| 8                        | Subway Fresh Fit 500                                    | Phoenix International Raceway, Phoenix, Arizona             | 12 april       |
| 9                        | Aaron's 499                                             | Talladega Superspeedway, Talladega, Alabama                 | 27 april       |
| 10                       | Crown Royal presents the Dan Lowry 400                  | Richmond International Raceway, Richmond, Virginia          | 3 maj          |
| 11                       | Dodge Challenger 500                                    | Darlington Raceway, Darlington, South Carolina              | 10 maj         |
| U                        | Nextel Open                                             | Lowe's Motor Speedway, Concord, North Carolina              | 17 maj         |
| U                        | Nextel All-Star Challenge                               | Lowe's Motor Speedway, Concord, North Carolina              | 17 maj         |
| 12                       | Coca-Cola 600                                           | Lowe's Motor Speedway, Concord, North Carolina              | 25 maj         |
| 13                       | Best Buy 400 benefiting Student Clubs for Autism Speaks | Dover International Speedway, Dover, Delaware               | 1 juni         |
| 14                       | Pocono 500                                              | Pocono Raceway, Long Pond, Pennsylvania                     | 8 juni         |
| 15                       | Lifelock 400                                            | Michigan International Speedway, Brooklyn, Michigan         | 15 juni        |
| 16                       | Toyota/Save Mart 350                                    | Infineon Raceway, Sonoma, Kalifornien                       | 22 juni        |
| 17                       | Lenox Industrial Tools 301                              | New Hampshire International Speedway, Loudon, New Hampshire | 29 juni        |
| 18                       | Coke Zero 400 powered by Coca-Cola                      | Daytona International Speedway, Daytona Beach, Florida      | 7 juli         |
| 19                       | Lifelock.com 400                                        | Chicagoland Speedway, Joliet, Illinois                      | 12 juli        |
| 20                       | Allstate 400 at the Brickyard                           | Indianapolis Motor Speedway, Speedway, Indiana              | 27 juli        |
| 21                       | Sunoco Red Cross Pennsylvania 500                       | Pocono Raceway, Long Pond, Pennsylvania                     | 3 augusti      |
| 22                       | Centurion Boats at The Glen                             | Watkins Glen International, Watkins Glen, New York          | 10 augusti     |
| 23                       | 3M Performance 400 presented by Bondo                   | Michigan International Speedway, Brooklyn, Michigan         | 17 augusti     |
| 24                       | Sharpie 500                                             | Bristol Motor Speedway, Bristol, Tennessee                  | 23 augusti     |
| 25                       | Pepsi 500                                               | Auto Club Speedway, Fontana, Kalifornien                    | 31 augusti     |
| 26                       | Chevy Rock & Roll 400                                   | Richmond International Raceway, Richmond, Virginia          | 7 september    |
| Chase for the Sprint Cup |                                                         |                                                             |                |
| 27                       | Sylvania 300                                            | New Hampshire International Speedway, Loudon, New Hampshire | 14 september   |
| 28                       | Camping World RV 400 presented by AAA                   | Dover International Speedway, Dover, Delaware               | 21 september   |
| 29                       | Camping World RV 400 presented by Coleman               | Kansas Speedway, Kansas City, Kansas                        | 28 september   |
| 30                       | AMP Energy 500                                          | Talladega Superspeedway, Talladega, Alabama                 | 5 oktober      |
| 31                       | Bank of America 500                                     | Lowe's Motor Speedway, Concord, North Carolina              | 11 oktober     |
| 32                       | Tums Quikpak 500                                        | Martinsville Speedway, Ridgeway, Virginia                   | 19 oktober     |
| 33                       | Pep Boys Auto 500                                       | Atlanta Motor Speedway, Hampton, Georgia                    | 26 oktober     |
| 34                       | Dickies 500                                             | Texas Motor Speedway, Fort Worth, Texas                     | 2 november     |
| 35                       | Checker O'Reilly Auto Parts 500 presented by Pennzoil   | Phoenix International Raceway, Phoenix, Arizona             | 9 november     |
| 36                       | Ford 400                                                | Homestead-Miami Speedway, Homestead, Florida                | 16 november    |

## Resultat
| Nr                       | Tävling                                                 | Pole position      | Flest ledda varv   | Vinnare            | Team                         | Konstruktör | Rapport |
| ------------------------ | ------------------------------------------------------- | ------------------ | ------------------ | ------------------ | ---------------------------- | ----------- | ------- |
| U                        | Budweiser Shootout                                      | Kurt Busch         | Dale Earnhardt Jr. | Dale Earnhardt Jr. | Hendrick Motorsports         | Chevrolet   | Rapport |
| KV                       | Gatorade Duel 1                                         | Jimmie Johnson     | Dale Earnhardt Jr. | Dale Earnhardt Jr. | Hendrick Motorsports         | Chevrolet   | Rapport |
| KV                       | Gatorade Duel 2                                         | Michael Waltrip    | Michael Waltrip    | Denny Hamlin       | Joe Gibbs Racing             | Toyota      | Rapport |
| 1                        | Daytona 500                                             | Jimmie Johnson     | Kyle Busch         | Ryan Newman        | Penske Racing                | Dodge       | Rapport |
| 2                        | Auto Club 500                                           | Jimmie Johnson     | Jimmie Johnson     | Carl Edwards       | Roush Fenway Racing          | Ford        | Rapport |
| 3                        | UAW-Dodge 400                                           | Kyle Busch         | Carl Edwards       | Carl Edwards       | Roush Fenway Racing          | Ford        | Rapport |
| 4                        | Kobalt Tools 500                                        | Jeff Gordon        | Kyle Busch         | Kyle Busch         | Joe Gibbs Racing             | Toyota      | Rapport |
| 5                        | Food City 500                                           | Jimmie Johnson     | Tony Stewart       | Jeff Burton        | Richard Childress Racing     | Chevrolet   | Rapport |
| 6                        | Goody's Cool Orange 500                                 | Jeff Gordon        | Dale Earnhardt Jr. | Denny Hamlin       | Joe Gibbs Racing             | Toyota      | Rapport |
| 7                        | Samsung 500                                             | Dale Earnhardt Jr. | Carl Edwards       | Carl Edwards       | Roush Fenway Racing          | Ford        | Rapport |
| 8                        | Subway Fresh Fit 500                                    | Ryan Newman        | Jimmie Johnson     | Jimmie Johnson     | Hendrick Motorsports         | Chevrolet   | Rapport |
| 9                        | Aaron's 499                                             | Joe Nemechek       | Tony Stewart       | Kyle Busch         | Joe Gibbs Racing             | Toyota      | Rapport |
| 10                       | Crown Royal presents the Dan Lowry 400                  | Denny Hamlin       | Denny Hamlin       | Clint Bowyer       | Richard Childress Racing     | Chevrolet   | Rapport |
| 11                       | Dodge Challenger 500                                    | Greg Biffle        | Kyle Busch         | Kyle Busch         | Joe Gibbs Racing             | Toyota      | Rapport |
| U                        | Sprint Showdown                                         | Elliott Sadler     | A. J. Allmendinger | A. J. Allmendinger | Team Red Bull                | Toyota      | Rapport |
| U                        | Sprint All-Star Challenge                               | Kyle Busch         | Kyle Busch         | Kasey Kahne        | Gillett Evernham Motorsports | Dodge       | Rapport |
| 12                       | Coca-Cola 600                                           | Kyle Busch         | Dale Earnhardt Jr. | Kasey Kahne        | Gillett Evernham Motorsports | Dodge       | Rapport |
| 13                       | Best Buy 400 benefiting Student Clubs for Autism Speaks | Greg Biffle        | Greg Biffle        | Kyle Busch         | Joe Gibbs Racing             | Toyota      | Rapport |
| 14                       | Pocono 500                                              | Kasey Kahne        | Kasey Kahne        | Kasey Kahne        | Gillett Evernham Motorsports | Dodge       | Rapport |
| 15                       | Lifelock 400                                            | Kyle Busch         | Jimmie Johnson     | Dale Earnhardt Jr. | Hendrick Motorsports         | Chevrolet   | Rapport |
| 16                       | Toyota/Save Mart 350                                    | Kasey Kahne        | Kyle Busch         | Kyle Busch         | Joe Gibbs Racing             | Toyota      | Rapport |
| 17                       | Lenox Industrial Tools 301                              | Patrick Carpentier | Tony Stewart       | Kurt Busch         | Penske Racing                | Dodge       | Rapport |
| 18                       | Coke Zero 400 powered by Coca-Cola                      | Paul Menard        | Dale Earnhardt Jr. | Kyle Busch         | Joe Gibbs Racing             | Toyota      | Rapport |
| 19                       | Lifelock.com 400                                        | Kyle Busch         | Kyle Busch         | Kyle Busch         | Joe Gibbs Racing             | Toyota      | Rapport |
| 20                       | Allstate 400 at the Brickyard                           | Jimmie Johnson     | Jimmie Johnson     | Jimmie Johnson     | Hendrick Motorsports         | Chevrolet   | Rapport |
| 21                       | Sunoco Red Cross Pennsylvania 500                       | Jimmie Johnson     | Mark Martin        | Carl Edwards       | Roush Fenway Racing          | Ford        | Rapport |
| 22                       | Centurion Boats at The Glen                             | Kyle Busch         | Kyle Busch         | Kyle Busch         | Joe Gibbs Racing             | Toyota      | Rapport |
| 23                       | 3M Performance 400 presented by Bondo                   | Brian Vickers      | Carl Edwards       | Carl Edwards       | Roush Fenway Racing          | Ford        | Rapport |
| 24                       | Sharpie 500                                             | Carl Edwards       | Kyle Busch         | Carl Edwards       | Roush Fenway Racing          | Ford        | Rapport |
| 25                       | Pepsi 500                                               | Jimmie Johnson     | Jimmie Johnson     | Jimmie Johnson     | Hendrick Motorsports         | Chevrolet   | Rapport |
| 26                       | Chevy Rock & Roll 400                                   | Kyle Busch         | David Reutimann    | Jimmie Johnson     | Hendrick Motorsports         | Chevrolet   | Rapport |
| Chase for the Sprint Cup |                                                         |                    |                    |                    |                              |             |         |
| 27                       | Sylvania 300                                            | Kyle Busch         | Jimmie Johnson     | Greg Biffle        |                              | Ford        | Rapport |
| 28                       | Camping World RV 400 presented by AAA                   | Jeff Gordon        | Matt Kenseth       | Greg Biffle        | Roush Fenway Racing          | Ford        | Rapport |
| 29                       | Camping World RV 400 presented by Coleman               | Jimmie Johnson     | Jimmie Johnson     | Jimmie Johnson     | Hendrick Motorsports         | Chevrolet   | Rapport |
| 30                       | AMP Energy 500                                          | Travis Kvapil      | Tony Stewart       | Tony Stewart       | Joe Gibbs Racing             | Toyota      | Rapport |
| 31                       | Bank of America 500                                     | Jimmie Johnson     | Jimmie Johnson     | Jeff Burton        | Richard Childress Racing     | Chevrolet   | Rapport |
| 32                       | Tums Quikpak 500                                        | Jimmie Johnson     | Jimmie Johnson     | Jimmie Johnson     | Hendrick Motorsports         | Chevrolet   | Rapport |
| 33                       | Pep Boys Auto 500                                       | Jimmie Johnson     | Matt Kenseth       | Carl Edwards       | Roush Fenway Racing          | Ford        | Rapport |
| 34                       | Dickies 500                                             | Jeff Gordon        | Carl Edwards       | Carl Edwards       | Roush Fenway Racing          | Ford        | Rapport |
| 35                       | Checker O'Reilly Auto Parts 500 presented by Pennzoil   | Jimmie Johnson     | Jimmie Johnson     | Jimmie Johnson     | Hendrick Motorsports         | Chevrolet   | Rapport |
| 36                       | Ford 400                                                | David Reutimann    | Carl Edwards       | Carl Edwards       | Roush Fenway Racing          | Ford        | Rapport |

### Daytona
| Plats | Förare             | Team                         | Märke     |
| ----- | ------------------ | ---------------------------- | --------- |
| 1     | Ryan Newman        | Penske Racing                | Dodge     |
| 2     | Kurt Busch         | Penske Racing                | Dodge     |
| 3     | Tony Stewart       | Joe Gibbs Racing             | Toyota    |
| 4     | Kyle Busch         | Joe Gibbs Racing             | Toyota    |
| 5     | Reed Sorenson      | Chip Ganassi Racing          | Dodge     |
| 6     | Elliott Sadler     | Gillett Evernham Motorsports | Dodge     |
| 7     | Kasey Kahne        | Gillett Evernham Motorsports | Dodge     |
| 8     | Robby Gordon       | Robby Gordon Motorsports     | Dodge     |
| 9     | Dale Earnhardt Jr. | Hendrick Motorsports         | Chevrolet |
| 10    | Greg Biffle        | Roush Fenway Racing          | Ford      |

### Fontana
| Plats | Förare           | Team                         | Märke     |
| ----- | ---------------- | ---------------------------- | --------- |
| 1     | Carl Edwards     | Roush Fenway Racing          | Ford      |
| 2     | Jimmie Johnson   | Hendrick Motorsports         | Chevrolet |
| 3     | Jeff Gordon      | Hendrick Motorsports         | Chevrolet |
| 4     | Kyle Busch       | Joe Gibbs Racing             | Toyota    |
| 5     | Matt Kenseth     | Roush Fenway Racing          | Ford      |
| 6     | Martin Truex Jr. | Dale Earnhardt Inc           | Chevrolet |
| 7     | Tony Stewart     | Joe Gibbs Racing             | Toyota    |
| 8     | Kevin Harvick    | Richard Childress Racing     | Chevrolet |
| 9     | Kasey Kahne      | Gillett Evernham Motorsports | Dodge     |
| 10    | Ryan Newman      | Penske Racing                | Dodge     |

### Las Vegas
| Plats | Förare             | Team                         | Märke     |
| ----- | ------------------ | ---------------------------- | --------- |
| 1     | Carl Edwards       | Roush Fenway Racing          | Ford      |
| 2     | Dale Earnhardt Jr. | Hendrick Motorsports         | Chevrolet |
| 3     | Greg Biffle        | Roush Fenway Racing          | Ford      |
| 4     | Kevin Harvick      | Richard Childress Racing     | Chevrolet |
| 5     | Jeff Burton        | Richard Childress Racing     | Chevrolet |
| 6     | Kasey Kahne        | Gillett Evernham Motorsports | Dodge     |
| 7     | David Ragan        | Roush Fenway Racing          | Ford      |
| 8     | Travis Kvapil      | Yates Racing                 | Ford      |
| 9     | Denny Hamlin       | Joe Gibbs Racing             | Toyota    |
| 10    | Mark Martin        | Dale Earnhardt Inc           | Chevrolet |

### Atlanta
| Plats | Förare             | Team                     | Märke     |
| ----- | ------------------ | ------------------------ | --------- |
| 1     | Kyle Busch         | Joe Gibbs Racing         | Toyota    |
| 2     | Tony Stewart       | Joe Gibbs Racing         | Toyota    |
| 3     | Dale Earnhardt Jr. | Hendrick Motorsports     | Chevrolet |
| 4     | Greg Biffle        | Roush Fenway Racing      | Ford      |
| 5     | Jeff Gordon        | Hendrick Motorsports     | Chevrolet |
| 6     | Clint Bowyer       | Richard Childress Racing | Chevrolet |
| 7     | Kevin Harvick      | Richard Childress Racing | Chevrolet |
| 8     | Matt Kenseth       | Roush Fenway Racing      | Ford      |
| 9     | Brian Vickers      | Red Bull Racing Team     | Toyota    |
| 10    | Jeff Burton        | Richard Childress Racing | Chevrolet |

### Bristol
| Plats | Förare             | Team                         | Märke     |
| ----- | ------------------ | ---------------------------- | --------- |
| 1     | Jeff Burton        | Richard Childress Racing     | Chevrolet |
| 2     | Kevin Harvick      | Richard Childress Racing     | Chevrolet |
| 3     | Clint Bowyer       | Richard Childress Racing     | Chevrolet |
| 4     | Greg Biffle        | Roush Fenway Racing          | Ford      |
| 5     | Dale Earnhardt Jr. | Hendrick Motorsports         | Chevrolet |
| 6     | Denny Hamlin       | Joe Gibbs Racing             | Toyota    |
| 7     | Kasey Kahne        | Gillett Evernham Motorsports | Dodge     |
| 8     | Aric Almirola      | Dale Earnhardt Inc           | Chevrolet |
| 9     | David Gilliand     | Yates Racing                 | Ford      |
| 10    | Matt Kenseth       | Roush Fenway Racing          | Ford      |

### Martinsville
| Plats | Förare             | Team                     | Märke     |
| ----- | ------------------ | ------------------------ | --------- |
| 1     | Denny Hamlin       | Joe Gibbs Racing         | Toyota    |
| 2     | Jeff Gordon        | Hendrick Motorsports     | Chevrolet |
| 3     | Jeff Burton        | Richard Childress Racing | Chevrolet |
| 4     | Jimmie Johnson     | Hendrick Motorsports     | Chevrolet |
| 5     | Tony Stewart       | Joe Gibbs Racing         | Toyota    |
| 6     | Dale Earnhardt Jr. | Hendrick Motorsports     | Chevrolet |
| 7     | Casey Mears        | Hendrick Motorsports     | Chevrolet |
| 8     | Jamie McMurray     | Roush Fenway Racing      | Ford      |
| 9     | Carl Edwards       | Roush Fenway Racing      | Ford      |
| 10    | Clint Bowyer       | Richard Childress Racing | Chevrolet |

### Fort Worth
| Plats | Förare         | Team                     | Märke     |
| ----- | -------------- | ------------------------ | --------- |
| 1     | Carl Edwards   | Roush Fenway Racing      | Ford      |
| 2     | Jimmie Johnson | Hendrick Motorsports     | Chevrolet |
| 3     | Kyle Busch     | Joe Gibbs Racing         | Toyota    |
| 4     | Ryan Newman    | Penske Racing            | Dodge     |
| 5     | Denny Hamlin   | Joe Gibbs Racing         | Toyota    |
| 6     | Jeff Burton    | Richard Childress Racing | Chevrolet |
| 7     | Tony Stewart   | Joe Gibbs Racing         | Toyota    |
| 8     | Mark Martin    | Dale Earnhardt Inc       | Chevrolet |
| 9     | Matt Kenseth   | Roush Fenway Racing      | Ford      |
| 10    | Clint Bowyer   | Richard Childress Racing | Chevrolet |

### Phoenix
| Plats | Förare             | Team                     | Märke     |
| ----- | ------------------ | ------------------------ | --------- |
| 1     | Jimmie Johnson     | Hendrick Motorsports     | Chevrolet |
| 2     | Clint Bowyer       | Richard Childress Racing | Chevrolet |
| 3     | Denny Hamlin       | Joe Gibbs Racing         | Toyota    |
| 4     | Carl Edwards       | Roush Fenway Racing      | Ford      |
| 5     | Mark Martin        | Dale Earnhardt Inc       | Chevrolet |
| 6     | Jeff Burton        | Richard Childress Racing | Chevrolet |
| 7     | Dale Earnhardt Jr. | Hendrick Motorsports     | Chevrolet |
| 8     | Martin Truex Jr.   | Dale Earnhardt Inc       | Chevrolet |
| 9     | Greg Biffle        | Roush Fenway Racing      | Ford      |
| 10    | Kyle Busch         | Joe Gibbs Racing         | Toyota    |

### Talladega
| Plats | Förare             | Team                     | Märke     |
| ----- | ------------------ | ------------------------ | --------- |
| 1     | Kyle Busch         | Joe Gibbs Racing         | Toyota    |
| 2     | Juan Pablo Montoya | Chip Ganassi Racing      | Dodge     |
| 3     | Denny Hamlin       | Joe Gibbs Racing         | Toyota    |
| 4     | David Ragan        | Roush Fenway Racing      | Ford      |
| 5     | Brian Vickers      | Red Bull Racing Team     | Toyota    |
| 6     | Travis Kvapil      | Yates Racing             | Ford      |
| 7     | Casey Mears        | Hendrick Motorsports     | Chevrolet |
| 8     | Ryan Newman        | Penske Racing            | Dodge     |
| 9     | Clint Bowyer       | Richard Childress Racing | Chevrolet |
| 10    | Dale Earnhardt Jr. | Hendrick Motorsports     | Chevrolet |

### Richmond
| Plats | Förare           | Team                         | Märke     |
| ----- | ---------------- | ---------------------------- | --------- |
| 1     | Clint Bowyer     | Richard Childress Racing     | Chevrolet |
| 2     | Kyle Busch       | Joe Gibbs Racing             | Toyota    |
| 3     | Mark Martin      | Dale Earnhardt Inc           | Chevrolet |
| 4     | Tony Stewart     | Joe Gibbs Racing             | Toyota    |
| 5     | Martin Truex Jr. | Dale Earnhardt Inc           | Chevrolet |
| 6     | Ryan Newman      | Penske Racing                | Dodge     |
| 7     | Carl Edwards     | Roush Fenway Racing          | Ford      |
| 8     | Kevin Harvick    | Richard Childress Racing     | Chevrolet |
| 9     | Jeff Gordon      | Hendrick Motorsports         | Chevrolet |
| 10    | Kasey Kahne      | Gillett Evernham Motorsports | Dodge     |

### Darlington
| Plats | Förare             | Team                     | Märke     |
| ----- | ------------------ | ------------------------ | --------- |
| 1     | Kyle Busch         | Joe Gibbs Racing         | Toyota    |
| 2     | Carl Edwards       | Roush Fenway Racing      | Ford      |
| 3     | Jeff Gordon        | Hendrick Motorsports     | Chevrolet |
| 4     | Dale Earnhardt Jr. | Hendrick Motorsports     | Chevrolet |
| 5     | David Ragan        | Roush Fenway Racing      | Ford      |
| 6     | Matt Kenseth       | Roush Fenway Racing      | Ford      |
| 7     | Denny Hamlin       | Joe Gibbs Racing         | Toyota    |
| 8     | Travis Kvapil      | Yates Racing             | Ford      |
| 9     | Dave Blaney        | Bill Davis Racing        | Toyota    |
| 10    | Jeff Burton        | Richard Childress Racing | Chevrolet |

### Charlotte
| Plats | Förare             | Team                         | Märke     |
| ----- | ------------------ | ---------------------------- | --------- |
| 1     | Kasey Kahne        | Gillett Evernham Motorsports | Dodge     |
| 2     | Greg Biffle        | Roush Fenway Racing          | Ford      |
| 3     | Kyle Busch         | Joe Gibbs Racing             | Toyota    |
| 4     | Jeff Gordon        | Hendrick Motorsports         | Chevrolet |
| 5     | Dale Earnhardt Jr. | Hendrick Motorsports         | Chevrolet |
| 6     | Jeff Burton        | Richard Childress Racing     | Chevrolet |
| 7     | Matt Kenseth       | Roush Fenway Racing          | Ford      |
| 8     | Elliott Sadler     | Gillett Evernham Motorsports | Dodge     |
| 9     | Carl Edwards       | Roush Fenway Racing          | Ford      |
| 10    | David Reutimann    | Michael Waltrip Racing       | Toyota    |

### Dover
| Plats | Förare           | Team                     | Märke     |
| ----- | ---------------- | ------------------------ | --------- |
| 1     | Kyle Busch       | Joe Gibbs Racing         | Toyota    |
| 2     | Carl Edwards     | Roush Fenway Racing      | Ford      |
| 3     | Greg Biffle      | Roush Fenway Racing      | Ford      |
| 4     | Matt Kenseth     | Roush Fenway Racing      | Ford      |
| 5     | Jeff Gordon      | Hendrick Motorsports     | Chevrolet |
| 6     | Martin Truex Jr. | Dale Earnhardt Inc       | Chevrolet |
| 7     | Jimmie Johnson   | Hendrick Motorsports     | Chevrolet |
| 8     | Jeff Burton      | Richard Childress Racing | Chevrolet |
| 9     | Dave Blaney      | Bill Davis Racing        | Toyota    |
| 10    | Jamie McMurray   | Roush Fenway Racing      | Ford      |

### Pocono
| Plats | Förare             | Team                         | Märke     |
| ----- | ------------------ | ---------------------------- | --------- |
| 1     | Kasey Kahne        | Gillett Evernham Motorsports | Dodge     |
| 2     | Brian Vickers      | Red Bull Racing Team         | Toyota    |
| 3     | Denny Hamlin       | Joe Gibbs Racing             | Toyota    |
| 4     | Dale Earnhardt Jr. | Hendrick Motorsports         | Chevrolet |
| 5     | Jeff Burton        | Richard Childress Racing     | Chevrolet |
| 6     | Jimmie Johnson     | Hendrick Motorsports         | Chevrolet |
| 7     | Matt Kenseth       | Roush Fenway Racing          | Ford      |
| 8     | Kurt Busch         | Penske Racing                | Dodge     |
| 9     | Carl Edwards       | Roush Fenway Racing          | Ford      |
| 10    | Mark Martin        | Dale Earnhardt Inc           | Chevrolet |

### Michigan
| Plats | Förare             | Team                         | Märke     |
| ----- | ------------------ | ---------------------------- | --------- |
| 1     | Dale Earnhardt Jr. | Hendrick Motorsports         | Chevrolet |
| 2     | Kasey Kahne        | Gillett Evernham Motorsports | Dodge     |
| 3     | Matt Kenseth       | Roush Fenway Racing          | Ford      |
| 4     | Brian Vickers      | Red Bull Racing Team         | Toyota    |
| 5     | Tony Stewart       | Joe Gibbs Racing             | Toyota    |
| 6     | Jimmie Johnson     | Hendrick Motorsports         | Chevrolet |
| 7     | Carl Edwards       | Roush Fenway Racing          | Ford      |
| 8     | David Ragan        | Roush Fenway Racing          | Ford      |
| 9     | Elliott Sadler     | Gillett Evernham Motorsports | Dodge     |
| 10    | Jamie McMurray     | Roush Fenway Racing          | Ford      |

### Sears Point
| Plats | Förare             | Team                     | Märke     |
| ----- | ------------------ | ------------------------ | --------- |
| 1     | Kyle Busch         | Joe Gibbs Racing         | Toyota    |
| 2     | David Gilliand     | Yates Racing             | Ford      |
| 3     | Jeff Gordon        | Hendrick Motorsports     | Chevrolet |
| 4     | Clint Bowyer       | Richard Childress Racing | Chevrolet |
| 5     | Casey Mears        | Hendrick Motorsports     | Chevrolet |
| 6     | Juan Pablo Montoya | Chip Ganassi Racing      | Dodge     |
| 7     | Ryan Newman        | Penske Racing            | Dodge     |
| 8     | Matt Kenseth       | Roush Fenway Racing      | Ford      |
| 9     | Carl Edwards       | Roush Fenway Racing      | Ford      |
| 10    | Tony Stewart       | Joe Gibbs Racing         | Toyota    |

### New Hampshire
| Plats | Förare           | Team                         | Märke     |
| ----- | ---------------- | ---------------------------- | --------- |
| 1     | Kurt Busch       | Penske Racing                | Dodge     |
| 2     | Michael Waltrip  | Michael Waltrip Racing       | Toyota    |
| 3     | J.J. Yeley       | Hall of Fame Racing          | Toyota    |
| 4     | Martin Truex Jr. | Dale Earnhardt Inc           | Chevrolet |
| 5     | Elliott Sadler   | Gillett Evernham Motorsports | Dodge     |
| 6     | Reed Sorenson    | Chip Ganassi Racing          | Dodge     |
| 7     | Casey Mears      | Hendrick Motorsports         | Chevrolet |
| 8     | Denny Hamlin     | Joe Gibbs Racing             | Toyota    |
| 9     | Jimmie Johnson   | Hendrick Motorsports         | Chevrolet |
| 10    | Bobby Labonte    | Richard Petty Enterprises    | Dodge     |

### Daytona
| Plats | Förare             | Team                         | Märke     |
| ----- | ------------------ | ---------------------------- | --------- |
| 1     | Kyle Busch         | Joe Gibbs Racing             | Toyota    |
| 2     | Carl Edwards       | Roush Fenway Racing          | Ford      |
| 3     | Matt Kenseth       | Roush Fenway Racing          | Ford      |
| 4     | Kurt Busch         | Penske Racing                | Dodge     |
| 5     | David Ragan        | Roush Fenway Racing          | Ford      |
| 6     | Robby Gordon       | Robby Gordon Motorsports     | Dodge     |
| 7     | Kasey Kahne        | Gillett Evernham Motorsports | Dodge     |
| 8     | Dale Earnhardt Jr. | Hendrick Motorsports,        | Chevrolet |
| 9     | Clint Bowyer       | Richard Childress Racing     | Chevrolet |
| 10    | Mark Martin        | Dale Earnhardt Inc           | Chevrolet |

### Chicagoland
| Plats | Förare           | Team                     | Poäng     |
| ----- | ---------------- | ------------------------ | --------- |
| 1     | Kyle Busch       | Joe Gibbs Racing         | Toyota    |
| 2     | Jimmie Johnson   | Hendrick Motorsports     | Chevrolet |
| 3     | Kevin Harvick    | Richard Childress Racing | Chevrolet |
| 4     | Greg Biffle      | Roush Fenway Racing      | Ford      |
| 5     | Tony Stewart     | Joe Gibbs Racing         | Toyota    |
| 6     | Brian Vickers    | Red Bull Racing Team     | Toyota    |
| 7     | Matt Kenseth     | Roush Fenway Racing      | Ford      |
| 8     | David Ragan      | Roush Fenway Racing      | Ford      |
| 9     | Martin Truex Jr. | Dale Earnhardt Inc       | Chevrolet |
| 10    | Ryan Newman      | Penske Racing            | Dodge     |

### Indianapolis
| Plats | Förare            | Team                         | Märke     |
| ----- | ----------------- | ---------------------------- | --------- |
| 1     | Jimmie Johnson    | Hendrick Motorsports         | Chevrolet |
| 2     | Carl Edwards      | Roush Fenway Racing          | Ford      |
| 3     | Denny Hamlin      | Joe Gibbs Racing             | Toyota    |
| 4     | Elliott Sadler    | Gillett Evernham Motorsports | Dodge     |
| 5     | Jeff Gordon       | Hendrick Motorsports         | Chevrolet |
| 6     | Jamie McMurray    | Roush Fenway Racing          | Ford      |
| 7     | Kasey Kahne       | Gillett Evernham Motorsports | Dodge     |
| 8     | Greg Biffle       | Roush Fenway Racing          | Ford      |
| 9     | Jeff Burton       | Richard Childress Racing     | Chevrolet |
| 10    | A.J. Allmendinger | Red Bull Racing Team         | Toyota    |

### Pocono
| Plats | Förare         | Team                         | Märke     |
| ----- | -------------- | ---------------------------- | --------- |
| 1     | Carl Edwards   | Roush Fenway Racing          | Ford      |
| 2     | Tony Stewart   | Joe Gibbs Racing             | Toyota    |
| 3     | Jimmie Johnson | Hendrick Motorsports         | Chevrolet |
| 4     | Kevin Harvick  | Richard Childress Racing     | Chevrolet |
| 5     | David Ragan    | Roush Fenway Racing          | Ford      |
| 6     | Clint Bowyer   | Richard Childress Racing     | Chevrolet |
| 7     | Kasey Kahne    | Gillett Evernham Motorsports | Dodge     |
| 8     | Mark Martin    | Dale Earnhardt Inc           | Chevrolet |
| 9     | Jamie McMurray | Roush Fenway Racing          | Ford      |
| 10    | Jeff Gordon    | Hendrick Motorsports         | Chevrolet |

### Watkins Glen
| Plats | Förare             | Team                     | Märke     |
| ----- | ------------------ | ------------------------ | --------- |
| 1     | Kyle Busch         | Joe Gibbs Racing         | Toyota    |
| 2     | Tony Stewart       | Joe Gibbs Racing         | Toyota    |
| 3     | Marcos Ambrose     | Wood Brothers Racing     | Ford      |
| 4     | Juan Pablo Montoya | Chip Ganassi Racing      | Dodge     |
| 5     | Martin Truex Jr.   | Dale Earnhardt Inc       | Chevrolet |
| 6     | Kevin Harvick      | Richard Childress Racing | Chevrolet |
| 7     | Jimmie Johnson     | Hendrick Motorsports     | Chevrolet |
| 8     | Denny Hamlin       | Joe Gibbs Racing         | Toyota    |
| 9     | Carl Edwards       | Roush Fenway Racing      | Ford      |
| 10    | Kurt Busch         | Penske Racing            | Dodge     |

### Michigan
| Plats | Förare         | Team                         | Märke     |
| ----- | -------------- | ---------------------------- | --------- |
| 1     | Carl Edwards   | Roush Fenway Racing          | Ford      |
| 2     | Kyle Busch     | Joe Gibbs Racing             | Toyota    |
| 3     | David Ragan    | Roush Fenway Racing          | Ford      |
| 4     | Greg Biffle    | Roush Fenway Racing          | Ford      |
| 5     | Matt Kenseth   | Roush Fenway Racing          | Ford      |
| 6     | Mark Martin    | Dale Earnhardt Inc           | Chevrolet |
| 7     | Brian Vickers  | Red Bull Racing Team         | Toyota    |
| 8     | Kevin Harvick  | Richard Childress Racing     | Chevrolet |
| 9     | Elliott Sadler | Gillett Evernham Motorsports | Dodge     |
| 10    | Jamie McMurray | Roush Fenway Racing          | Ford      |

### Bristol
| Plats | Förare        | Team                     | Märke     |
| ----- | ------------- | ------------------------ | --------- |
| 1     | Carl Edwards  | Roush Fenway Racing      | Ford      |
| 2     | Kyle Busch    | Joe Gibbs Racing         | Toyota    |
| 3     | Denny Hamlin  | Joe Gibbs Racing         | Toyota    |
| 4     | Kevin Harvick | Richard Childress Racing | Chevrolet |
| 5     | Jeff Gordon   | Hendrick Motorsports     | Chevrolet |
| 6     | Ryan Newman   | Penske Racing            | Dodge     |
| 7     | Clint Bowyer  | Richard Childress Racing | Chevrolet |
| 8     | Tony Stewart  | Joe Gibbs Racing         | Toyota    |
| 9     | Matt Kenseth  | Roush Fenway Racing      | Ford      |
| 10    | David Ragan   | Roush Fenway Racing      | Ford      |

### Fontana
| Plats | Förare          | Team                         | Märke     |
| ----- | --------------- | ---------------------------- | --------- |
| 1     | Jimmie Johnson  | Hendrick Motorsports         | Chevrolet |
| 2     | Greg Biffle     | Roush Fenway Racing          | Ford      |
| 3     | Denny Hamlin    | Joe Gibbs Racing             | Toyota    |
| 4     | Kevin Harvick   | Richard Childress Racing     | Chevrolet |
| 5     | Matt Kenseth    | Roush Fenway Racing          | Ford      |
| 6     | Carl Edwards    | Roush Fenway Racing          | Ford      |
| 7     | Kyle Busch      | Joe Gibbs Racing             | Toyota    |
| 8     | Kasey Kahne     | Gillett Evernham Motorsports | Dodge     |
| 9     | David Reutimann | Michael Waltrip Racing       | Toyota    |
| 10    | Clint Bowyer    | Richard Childress Racing     | Chevrolet |

### Richmond
| Plats | Förare             | Team                     | Märke     |
| ----- | ------------------ | ------------------------ | --------- |
| 1     | Jimmie Johnson     | Hendrick Motorsports     | Chevrolet |
| 2     | Tony Stewart       | Joe Gibbs Racing         | Toyota    |
| 3     | Denny Hamlin       | Joe Gibbs Racing         | Toyota    |
| 4     | Dale Earnhardt Jr. | Hendrick Motorsports     | Chevrolet |
| 5     | Mark Martin        | Dale Earnhardt Inc       | Chevrolet |
| 6     | Kevin Harvick      | Richard Childress Racing | Chevrolet |
| 7     | Jeff Burton        | Richard Childress Racing | Chevrolet |
| 8     | Jeff Gordon        | Hendrick Motorsports     | Chevrolet |
| 9     | David Reutimann    | Michael Waltrip Racing   | Toyota    |
| 10    | Kurt Busch         | Penske Racing            | Dodge     |

### New Hampshire
| Plats | Förare             | Team                     | Märke     |
| ----- | ------------------ | ------------------------ | --------- |
| 1     | Greg Biffle        | Roush Fenway Racing      | Ford      |
| 2     | Jimmie Johnson     | Hendrick Motorsports     | Chevrolet |
| 3     | Carl Edwards       | Roush Fenway Racing      | Ford      |
| 4     | Jeff Burton        | Richard Childress Racing | Chevrolet |
| 5     | Dale Earnhardt Jr. | Hendrick Motorsports     | Chevrolet |
| 6     | Kurt Busch         | Penske Racing            | Dodge     |
| 7     | Martin Truex Jr.   | Dale Earnhardt Inc       | Chevrolet |
| 8     | Tony Stewart       | Joe Gibbs Racing         | Toyota    |
| 9     | Denny Hamlin       | Joe Gibbs Racing         | Toyota    |
| 10    | Kevin Harvick      | Richard Childress Racing | Chevrolet |

### Dover
| Plats | Förare          | Team                     | Märke     |
| ----- | --------------- | ------------------------ | --------- |
| 1     | Greg Biffle     | Roush Fenway Racing      | Ford      |
| 2     | Matt Kenseth    | Roush Fenway Racing      | Ford      |
| 3     | Carl Edwards    | Roush Fenway Racing      | Ford      |
| 4     | Mark Martin     | Dale Earnhardt Inc       | Chevrolet |
| 5     | Jimmie Johnson  | Hendrick Motorsports     | Chevrolet |
| 6     | Denny Hamlin    | Joe Gibbs Racing         | Toyota    |
| 7     | Jeff Gordon     | Hendrick Motorsports     | Chevrolet |
| 8     | Clint Bowyer    | Richard Childress Racing | Chevrolet |
| 9     | Jeff Burton     | Richard Childress Racing | Chevrolet |
| 10    | Michael Waltrip | Michael Waltrip Racing   | Toyota    |

### Kansas Speedway
| Plats | Förare            | Team                         | Märke     |
| ----- | ----------------- | ---------------------------- | --------- |
| 1     | Jimmie Johnson    | Hendrick Motorsports         | Chevrolet |
| 2     | Carl Edwards      | Roush Fenway Racing          | Ford      |
| 3     | Greg Biffle       | Roush Fenway Racing          | Ford      |
| 4     | Jeff Gordon       | Hendrick Motorsports         | Chevrolet |
| 5     | Matt Kenseth      | Roush Fenway Racing          | Ford      |
| 6     | Kevin Harvick     | Richard Childress Racing     | Chevrolet |
| 7     | Jeff Burton       | Richard Childress Racing     | Chevrolet |
| 8     | David Ragan       | Roush Fenway Racing          | Ford      |
| 9     | A.J. Allmendinger | Red Bull Racing Team         | Toyota    |
| 10    | Elliott Sadler    | Gillett Evernham Motorsports | Dodge     |

### Talladega
| Plats | Förare         | Team                         | Märke     |
| ----- | -------------- | ---------------------------- | --------- |
| 1     | Tony Stewart   | Joe Gibbs Racing             | Toyota    |
| 2     | Paul Menard    | Dale Earnhardt Inc           | Chevrolet |
| 3     | David Ragan    | Roush Fenway Racing          | Ford      |
| 4     | Jeff Burton    | Richard Childress Racing     | Chevrolet |
| 5     | Clint Bowyer   | Richard Childress Racing     | Chevrolet |
| 6     | Bobby Labonte  | Richard Petty Enterprises    | Dodge     |
| 7     | Scott Riggs    | Haas CNC Racing              | Chevrolet |
| 8     | Robby Gordon   | Robby Gordon Motorsports     | Dodge     |
| 9     | Jimmie Johnson | Hendrick Motorsports         | Chevrolet |
| 10    | Elliott Sadler | Gillett Evernham Motorsports | Dodge     |

### Charlotte
| Plats | Förare         | Team                         | Märke     |
| ----- | -------------- | ---------------------------- | --------- |
| 1     | Jeff Burton    | Richard Childress Racing     | Chevrolet |
| 2     | Kasey Kahne    | Gillett Evernham Motorsports | Dodge     |
| 3     | Kurt Busch     | Penske Racing                | Dodge     |
| 4     | Kyle Busch     | Joe Gibbs Racing             | Toyota    |
| 5     | Jamie McMurray | Roush Fenway Racing          | Ford      |
| 6     | Jimmie Johnson | Hendrick Motorsports         | Chevrolet |
| 7     | Greg Biffle    | Roush Fenway Racing          | Ford      |
| 8     | Jeff Gordon    | Hendrick Motorsports         | Chevrolet |
| 9     | Mark Martin    | Dale Earnhardt Inc           | Chevrolet |
| 10    | David Ragan    | Roush Fenway Racing          | Ford      |

### Martinsville
| Plats | Förare             | Team                     | Märke     |
| ----- | ------------------ | ------------------------ | --------- |
| 1     | Jimmie Johnson     | Hendrick Motorsports     | Chevrolet |
| 2     | Dale Earnhardt Jr. | Hendrick Motorsports     | Chevrolet |
| 3     | Carl Edwards       | Roush Fenway Racing      | Ford      |
| 4     | Jeff Gordon        | Hendrick Motorsports     | Chevrolet |
| 5     | Denny Hamlin       | Joe Gibbs Racing         | Toyota    |
| 6     | Casey Mears        | Hendrick Motorsports     | Chevrolet |
| 7     | Kevin Harvick      | Richard Childress Racing | Chevrolet |
| 8     | Matt Kenseth       | Roush Fenway Racing      | Ford      |
| 9     | Clint Bowyer       | Richard Childress Racing | Chevrolet |
| 10    | Martin Truex Jr.   | Dale Earnhardt Inc       | Chevrolet |

### Atlanta
| Plats | Förare         | Team                 | Märke     |
| ----- | -------------- | -------------------- | --------- |
| 1     | Carl Edwards   | Roush Fenway Racing  | Ford      |
| 2     | Jimmie Johnson | Hendrick Motorsports | Chevrolet |
| 3     | Denny Hamlin   | Joe Gibbs Racing     | Toyota    |
| 4     | Matt Kenseth   | Roush Fenway Racing  | Ford      |
| 5     | Kyle Busch     | Joe Gibbs Racing     | Toyota    |
| 6     | Kurt Busch     | Penske Racing        | Dodge     |
| 7     | Jamie McMurray | Roush Fenway Racing  | Ford      |
| 8     | David Ragan    | Roush Fenway Racing  | Ford      |
| 9     | Jeff Gordon    | Hendrick Motorsports | Chevrolet |
| 10    | Greg Biffle    | Roush Fenway Racing  | Ford      |

### Fort Worth
| Plats | Förare           | Team                     | Märke     |
| ----- | ---------------- | ------------------------ | --------- |
| 1     | Carl Edwards     | Roush Fenway Racing      | Ford      |
| 2     | Jeff Gordon      | Hendrick Motorsports     | Chevrolet |
| 3     | Jamie McMurray   | Roush Fenway Racing      | Ford      |
| 4     | Clint Bowyer     | Richard Childress Racing | Chevrolet |
| 5     | Greg Biffle      | Roush Fenway Racing      | Ford      |
| 6     | Kyle Busch       | Joe Gibbs Racing         | Toyota    |
| 7     | Kevin Harvick    | Richard Childress Racing | Chevrolet |
| 8     | Martin Truex Jr. | Dale Earnhardt Inc       | Chevrolet |
| 9     | Matt Kenseth     | Roush Fenway Racing      | Ford      |
| 10    | David Reutimann  | Michael Waltrip Racing   | Toyota    |

### Phoenix
| Plats | Förare             | Team                     | Märke     |
| ----- | ------------------ | ------------------------ | --------- |
| 1     | Jimmie Johnson     | Hendrick Motorsports     | Chevrolet |
| 2     | Kurt Busch         | Penske Racing            | Dodge     |
| 3     | Jamie McMurray     | Roush Fenway Racing      | Ford      |
| 4     | Carl Edwards       | Roush Fenway Racing      | Ford      |
| 5     | Denny Hamlin       | Joe Gibbs Racing         | Toyota    |
| 6     | Dale Earnhardt Jr. | Hendrick Motorsports     | Chevrolet |
| 7     | Kevin Harvick      | Richard Childress Racing | Chevrolet |
| 8     | Kyle Busch         | Joe Gibbs Racing         | Toyota    |
| 9     | Jeff Burton        | Richard Childress Racing | Chevrolet |
| 10    | David Ragan        | Roush Fenway Racing      | Ford      |

### Homestead
| Plats | Förare           | Team                         | Märke     |
| ----- | ---------------- | ---------------------------- | --------- |
| 1     | Carl Edwards     | Roush Fenway Racing          | Ford      |
| 2     | Kevin Harvick    | Richard Childress Racing     | Chevrolet |
| 3     | Jamie McMurray   | Roush Fenway Racing          | Ford      |
| 4     | Jeff Gordon      | Hendrick Motorsports         | Chevrolet |
| 5     | Clint Bowyer     | Richard Childress Racing     | Chevrolet |
| 6     | Kasey Kahne      | Gillett Evernham Motorsports | Dodge     |
| 7     | Travis Kvapil    | Yates Racing                 | Ford      |
| 8     | Casey Mears      | Hendrick Motorsports         | Chevrolet |
| 9     | Tony Stewart     | Joe Gibbs Racing             | Toyota    |
| 10    | Martin Truex Jr. | Dale Earnhardt Inc           | Chevrolet |

## Slutställning
| Plats | Förare             | Team                                              | Märke        | Poäng |
| ----- | ------------------ | ------------------------------------------------- | ------------ | ----- |
| 1     | Jimmie Johnson     | Hendrick Motorsports                              | Chevrolet    | 6684  |
| 2     | Carl Edwards       | Roush Fenway Racing                               | Ford         | 6615  |
| 3     | Greg Biffle        | Roush Fenway Racing                               | Ford         | 6467  |
| 4     | Kevin Harvick      | Richard Childress Racing                          | Chevrolet    | 6408  |
| 5     | Clint Bowyer       | Richard Childress Racing                          | Chevrolet    | 6381  |
| 6     | Jeff Burton        | Richard Childress Racing                          | Chevrolet    | 6335  |
| 7     | Jeff Gordon        | Hendrick Motorsports                              | Chevrolet    | 6316  |
| 8     | Denny Hamlin       | Joe Gibbs Racing                                  | Toyota       | 6214  |
| 9     | Tony Stewart       | Joe Gibbs Racing                                  | Toyota       | 6202  |
| 10    | Kyle Busch         | Joe Gibbs Racing                                  | Toyota       | 6186  |
| 11    | Matt Kenseth       | Roush Fenway Racing                               | Ford         | 6184  |
| 12    | Dale Earnhardt Jr. | Hendrick Motorsports                              | Chevrolet    | 6127  |
| 13    | David Ragan        | Roush Fenway Racing                               | Ford         | 4299  |
| 14    | Kasey Kahne        | Gillett Evernham Motorsports                      | Dodge        | 4085  |
| 15    | Martin Truex Jr.   | Dale Earnhardt Inc                                | Chevrolet    | 3839  |
| 16    | Jamie McMurray     | Roush Fenway Racing                               | Ford         | 3809  |
| 17    | Ryan Newman        | Penske Racing                                     | Dodge        | 3735  |
| 18    | Kurt Busch         | Penske Racing                                     | Dodge        | 3635  |
| 19    | Brian Vickers      | Red Bull Racing Team                              | Toyota       | 3587  |
| 20    | Casey Mears        | Hendrick Motorsports                              | Chevrolet    | 3527  |
| 21    | Bobby Labonte      | Richard Petty Enterprises                         | Dodge        | 3448  |
| 22    | David Reutimann    | Michael Waltrip Racing                            | Toyota       | 3397  |
| 23    | Travis Kvapil      | Yates Racing                                      | Ford         | 3384  |
| 24    | Elliott Sadler     | Gillett Evernham Motorsports                      | Dodge        | 3374  |
| 25    | Juan Pablo Montoya | Chip Ganassi Racing                               | Dodge        | 3329  |
| 26    | Paul Menard        | Dale Earnhardt Inc                                | Chevrolet    | 3151  |
| 27    | David Gilliand     | Yates Racing                                      | Ford         | 3064  |
| 28    | Mark Martin        | Dale Earnhardt Inc                                | Chevrolet    | 3022  |
| 29    | Michael Waltrip    | Michael Waltrip Racing                            | Toyota       | 2889  |
| 30    | Dave Blaney        | Bill Davis Racing                                 | Toyota       | 2851  |
| 31    | Scott Riggs        | Haas CNC Racing                                   | Chevrolet    | 2797  |
| 32    | Reed Sorenson      | Chip Ganassi Racing                               | Dodge        | 2795  |
| 33    | Robby Gordon       | Robby Gordon Motorsports                          | Dodge        | 2770  |
| 34    | Regan Smith        | Dale Earnhardt Inc                                | Chevrolet    | 2672  |
| 35    | Sam Hornish Jr.    | Penske Racing                                     | Dodge        | 2523  |
| 36    | A.J. Allmendinger  | Red Bull Racing Team Gillett Evernham Motorsports | Toyota Dodge | 2436  |
| 37    | Joe Nemechek       | Furniture Row Racing                              | Chevrolet    | 1989  |
| 38    | Patrick Carpentier | Gillett Evernham Motorsports                      | Dodge        | 1794  |
| 39    | Bill Elliott       | Wood Brothers Racing                              | Ford         | 1528  |
| 40    | Michael McDowell   | Michael Waltrip Racing                            | Toyota       | 1466  |